# Il figlio (opera teatrale)
Il figlio (Le Fils) è un'opera teatrale del drammaturgo francese Florian Zeller, portata al debutto a Parigi nel 2018. Il dramma è il terzo e ultimo episodio di una trilogia teatrale dedicata al tema della famiglia e che comprende anche La Mère (2010) e Le Père (2012). 

## Trama
Anne si reca a casa dell'ex marito Pierre per parlare del figlio diciassettenne Nicolas dopo aver scoperto che l'adolescente non va a scuola ormai da tre mesi. Il giovane, profondamente segnato dal divorzio dei genitori e dal tradimento del padre, chiede e ottiene di lasciare la casa materna per trasferirsi da Pierre. Sofia, la nuova compagna e la madre del loro figlio neonato Sacha, è dubbiosa e teme che l'arrivo di Nicolas possa compromettere il suo rapporto con Pierre e la sua nuova famiglia.
Con l'arrivo di Nicolas le cose effettivamente cambiano, anche se Pierre decide di iscrivere il figlio a una nuova scuola per far sì che possa affrontare gli esami alla fine dell'anno. Il giovane tuttavia non chiarisce mai veramente il motivo del suo dolore, una profonda sofferenza psicologica che lo spinge ad episodi lievi di autolesionismo. Dopo che Pierre lo confronta al riguardo, Nicolas sembra diventare più remissivo e asseconda il padre quando gli chiede se il suo fragile stato emotivo è dettato dalla rottura con una ragazza. Mentre diventa via via più evidente che lo stato di Nicolas è dettato da una profonda depressione adolescenziale, si crea tensione in casa una sera in cui Pierre e Sofia avrebbero dovuto uscire a cena con amici. Il piano viene cancellato a causa della malattia della babysitter, ma quando Nicolas si offre di tenere d'occhio Sacha per loro Sofia rifiuta categoricamente e il giovane la sente quando la donna lo descrive a Pierre come disturbato.
Durante una visita alla madre Anne, Nicolas ammette di avere pensieri suicidi, ma la donna dà loro poco peso. Tornato a casa del padre, Nicolas viene affrontato da Pierre, che ha scoperto che il figlio è andato alla scuola nuova soltanto il primo giorno e che ha passato i due mesi successivi vagando per le strade di Parigi invece di andare a lezione. L'alterco diventa fisico, soprattutto quando Pierre si rende conto di ricalcare il comportamento del padre da lui tanto odiato, ma anche perché Nicolas lo accusa di aver trattato lui e la madre come una spazzatura. Una settimana dopo Nicolas si taglia le vene e, dopo essere stato trovato da Sofia, viene portato d'urgenza in ospedale.
Dopo avergli medicato le ferite, il dottor Ramès, uno psichiatra, spiega ai genitori del giovane che è necessario internarlo in un reparto psichiatrico per tenerlo sotto stretta osservazione, dato che Nicolas potrebbe tentare ancora il suicidio. I genitori accettano e Nicolas viene ricoverato, mentre a casa Pierre è costretto a rinunciare a un viaggio in Italia con Sofia e il figlioletto. Dopo una settimana, Anne e Pierre tornano in ospedale per vedere il figlio, che è rimasto traumatizzato dal tempo passato nel reparto psichiatrico e li supplica di farlo tornare a casa con loro. Il medico scoraggia con forza questa possibilità, affermando che Nicolas tenterebbe nuovamente il suicidio. Preso dal dubbio, Pierre finisce per accettare la proposta del medico di tenere Nicolas sotto osservazione per alcune settimane, solo per poi cambiare idea quando vede il figlio portato via con la forza. I tre tornano a casa e Nicolas sembra felice come un tempo, ma dopo aver preparato il tè per i genitori si spara con la pistola del padre.
Sono passati tre anni e Pierre, che attende ospiti a cena con Sofia, riceve la visita di Nicolas, ormai studente di architettura a Berlino, felicemente fidanzato con Elodie e autore di un romanzo autobiografico di prossima pubblicazione. L'incontro tra padre e figlio non potrebbe essere più felice, ma quando Nicolas va nell'altra stanza per salutare Sacha Pierre scoppia in un pianto dirotto. Quando Sofia prova a confortarlo, Pierre ammette che la sua crisi è causata dal pensiero di tutto quello che il figlio avrebbe potuto fare e realizzare se non si fosse suicidato tragicamente tre anni prima.

## Storia delle rappresentazioni
Il dramma ha avuto la sua prima al Théâtre des Champs-Élysées nel febbraio del 2018 per la regia di Ladislas Chollat. Il cast era composto da: Yvan Attal (Pierre), Anne Consigny (Anne), Elodie Navarre (Sofia), Rod Paradot (Nicolas), Jean-Philippe Puymartin (dottor Ramès) e Raphaël Magnabosco (Vincent). Le Fils ottenne recensioni molto positive e fu candidato a sei Premi Molière, tra cui quello alla migliore opera teatrale, e Paradot vinse il premio alla migliore rivelazione maschile. Il buon successo di pubblico portò a una seconda messa in scena del dramma nello stesso teatro nel settembre del 2018, con gran parte del cast ma l'aggiunta di Stéphane Freiss (Pierre), Florence Darel (Anne) e Daniel San Pedro (dottore).
Il debutto internazionale è avvenuto al Kiln Theatre di Londra nel febbraio del 2019 con la traduzione di Christopher Hampton e la regia di Michael Longhurst. Il cast era composto da Amanda Abbington (Anne), Laurie Kynaston (Nicolas), John Light (Pierre) e Amaka Okafor (Sofia). Ancora una volta la pièce fu accolta molto positivamente dalla critica, tanto da essere riproposta nel più capiente Duke of York's Theatre del West End londinese nell'autunno dello stesso anno.
La prima italiana del dramma, tradotto e diretto da Piero Maccarinelli, è avvenuta al Teatro Parioli di Roma nel gennaio 2023, con Cesare Bocci, Galatea Ranzi, Giulio Pranno, Marta Gastini, Riccardo Floris e Manuel Di Martino. Successivamente l'allestimento è stato riproposto in diversi teatri italiani durante una tournée che ha occupato le stagioni 2022/2023 e 2023/2024.

## Adattamento cinematografico
Nell'aprile del 2021 è stato annunciato che Zeller avrebbe diretto e sceneggiato un adattamento cinematografico della propria opera, intitolato The Son e con Hugh Jackman, Laura Dern, Vanessa Kirby ed Anthony Hopkins nel cast.